# Mike Dunleavy
Michael James Dunleavy (* 5. května 1961 Scranton, Pensylvánie) je americký politik, vychovatel a člen Republikánské strany, od prosince 2018 guvernér Aljašky.
dětství prožil v Pensylvánii. Na Aljašku se přestěhoval v roce 1983 poté, co do státu odešel za prací jako dřevorubec. V letech 2013 až 2018 byl členem aljašského Senátu. V lednu 2018 na svůj mandát aljašského senátora rezignoval, aby se mohl plně soustředit na kampaň na funkci guvernéra státu, kterou oznámil v roce 2017. Ve volbách v roce 2018 byl guvernérem skutečně zvolen poté, co s rozdílem 6 % hlasů porazil kandidáta Demokratů Marka Begicha. Guvernérský post obhájil i ve volbách roce 2022.
Je ženatý, má tři děti.